# La grande trasformazione
La Grande Trasformazione. Le origini economiche e politiche della nostra epoca è un libro di Karl Polanyi, studioso di storia e sociologia economica. Pubblicato per la prima volta nel 1944, l’opera tratta delle conseguenze sociali e politiche dell’affermazione della teoria liberista del mercato auto-regolantesi. 
Secondo l’autore, che utilizzava una prospettiva antropologica nello studio dei fenomeni economici, prima della grande trasformazione l’economia era integrata nella società e le persone basavano i loro scambi non esclusivamente sul profitto, ma sulla redistribuzione dei beni fondata su relazioni personali e comunitarie e su rapporti di reciprocità. Tuttavia, con l’affermazione della Rivoluzione industriale e la teoria dell’economia politica classica si è affermata una diversa concezione del rapporto tra società ed economia: si crearono mercati competitivi che minarono queste precedenti tendenze sociali, sostituendole con istituzioni e mentalità che mirassero a promuovere un'economia di mercato auto-regolamentata. 
Secondo Polanyi, le conseguenze di questo nuovo modello economico si sono rivelate però distruttive ed insostenibili sia per le società in cui si è affermato sia per il sistema politico-economico internazionale. Secondo alcuni autori, la teoria di Polanyi sarebbe tornata d’attualità, a seguito delle conseguenze negative delle politiche neo-liberiste che si sono affermate nel corso della globalizzazione. 

## Temi Principali

### La critica alla teoria liberista classica
Nell’opera La Grande Trasformazione (1944) Polanyi propose una radicale critica della teoria liberista del mercato auto-regolantesi elaborata dagli economisti classici, secondo la quale sia le società nazionali, sia l’economia globale, devono organizzarsi secondo le logiche naturali e spontanee del ‘libero mercato’. 
Polanyi rifiutò la tesi secondo la quale il libero mercato è il risultato naturale di una tendenza allo scambio delle merci intrinseca agli esseri umani al pari di quella allo scambio linguistico proposta da Adam Smith. Egli sostenne invece che la teoria e le istituzioni del ‘libero mercato’ sono una specifica costruzione storica e una particolare forma di economia, i cui risultati si rivelano però distruttivi per le società in cui si affermano. 
Polanyi non è quindi un critico del capitalismo in quanto tale, ma di una sua particolare interpretazione economico-politica, quella liberista, secondo la quale il mercato è capace di auto-regolarsi e, se lasciato libero da interferenze, è sempre capace di produrre i migliori risultati in termini di efficienza, allocazione e distribuzione delle risorse. 
Lo studioso si allontanò infatti dal marxismo che, secondo lui, condivideva con il liberismo la ‘fallacia economicista’ di ridurre l’intera complessità sociale esclusivamente all’aspetto produttivo. Soprattutto Polanyi, a differenza degli economisti liberisti e di Marx, non sembra ritenere che siano possibili solo queste due alternative estreme nell’organizzazione del sistema economico e sociale, ma che invece il ruolo dello Stato e della politica sia proprio quello di trovare, nei diversi momenti storici, l’equilibrio migliore.
Secondo Fred Block l’importanza della critica di Polanyi alla teoria del laissez-faire era stata oscurata dalle opposte ideologie della guerra fredda e dal prevalere di una forma di capitalismo regolato che ha consentito crescita economica e diffusione del benessere; essa tuttavia è tornata ad essere attuale quando, a partire dagli anni ‘80, la dottrina del mercato auto-regolantesi è tornata ad imporsi con forza nella forma del ’neo-liberismo’ e del ‘Washington consensus’ che hanno dominato le politiche globali. Block ritiene quindi che l’opera di Polanyi possa aiutarci a comprendere il fenomeno della globalizzazione, le sue conseguenze e le reazioni, anche violente, che esso suscita. 
Polanyi elaborò le sue idee attraverso una serie di esperienze: subito dopo la prima guerra mondiale si trasferì a Vienna, dove lavorò come giornalista economico, potendo contare quindi su una posizione privilegiata per analizzare la crisi economica e sociale post-bellica. Qui ebbe modo di confrontarsi con il pensiero degli economisti liberali della Scuola di Vienna, quali Ludwig von Mises e soprattutto Friedrich Hayek, che sarebbe poi divenuto il campione ideologico del libero mercato come presupposto della libertà ed il critico della pianificazione economica come ‘via della servitù’.
Quando la crisi del 1929 si diffuse in Europa e provocò l’ascesa al potere di Adolf Hitler in Germania, fu costretto a trasferirsi prima a Londra e più tardi negli Stati Uniti.
La tesi fondamentale del testo è che, a seguito della Rivoluzione industriale in Inghilterra si formò una nuova scienza, l’economia politica ‘classica’, che si pretendeva descrittiva, ma che in realtà era permeata di un’ideologia normativa, il liberismo, che imponeva non solo l’autonomia del mercato dalla società, ma anzi la necessità per la società di adeguarsi alla disciplina del mercato.
Il modello ideologico ed istituzionale del ‘libero mercato’ si diffuse, insieme all'economia capitalista, a livello globale, creando i presupposti di quella che Polanyi definisce ‘la civiltà del XIX secolo’; tuttavia, questo modello economico e sociale si rivelò nel lungo periodo insostenibile e distruttivo per le società in cui si era affermato. Per questo, le popolazioni costrette a subirne le conseguenze reagirono tentando di difendere la società dal mercato.
Polanyi definisce ‘doppio movimento’ questa dinamica di affermazione del libero mercato e la successiva reazione difensiva che essa produce nelle popolazioni e nelle società. 
Polanyi ritiene che il liberismo economico comporti conseguenze devastanti interne alle società, ma anche tensioni tra gli Stati. Secondo l’autore, sia la Prima Guerra Mondiale che l’affermazione dei fascismi sono da ricondurre alle dinamiche del ‘doppio movimento’ prima di affermazione del modello liberista a livello globale, e quindi delle reazioni dovute alla sua insostenibilità.

### Il concetto di ‘embeddedness’ e l'insostenibilità del progetto liberista
Uno dei concetti principali del pensiero di Polanyi è quello di ‘embeddedness’, di difficile traduzione in italiano e quindi utilizzato in originale o reso con i termini integrazione, inclusione, radicamento. Secondo Polanyi nelle civiltà pre-capitaliste l’economia non è un sistema autonomo, ma è integrata (‘embedded’) nella società. Da questo punto di vista il pensiero di Adam Smith e David Ricardo, secondo i quali, al contrario, la società deve esse subordinata alla logica del mercato, rappresenta una rottura con il passato, ed anzi un completo rovesciamento del loro rapporto, tanto che si può affermare che secondo l’economia liberista è la società che deve essere integrata nel mercato. In realtà, secondo Polanyi, questa aspirazione si rivela utopica e destinata al fallimento, dal momento che il tentativo di realizzarla si rivela distruttivo sia per il tessuto sociale ed umano che per l’ambiente naturale.
Secondo Polanyi tuttavia, il progetto liberista non può avere successo. Lo studioso sostiene che il sistema economico liberista produce conseguenze devastanti per la società perché si basa su un errore di fondo, cioè di considerare e trattare come delle merci tre beni, la terra, il lavoro e la moneta, che in realtà non sono tali.
A differenza delle vere merci, che sono prodotte per essere commercializzate e per le quali è lecito stabilire un prezzo di scambio, terra, lavoro e moneta sono ‘false’ merci, in quanto esse esistono precedentemente ed indipendentemente dal mercato.
Questa confusione è sbagliata sia a livello morale, in quanto assegna un prezzo a ciò che ha un valore in sé, sia a livello di economia politica: al contrario di quanto sostenuto dai liberisti, questi tre mercati non possono essere lasciati al libero mercato ed al gioco dei prezzi; al contrario, lo Stato ha un ruolo fondamentale nella gestione dei mercati del lavoro, della terra e della moneta. Nel mercato del lavoro lo Stato deve promuovere il ‘capitale umano’, cioè le capacità e competenze dei futuri lavoratori, intervenire a sostenere l’occupazione e ad assistere i disoccupati nei periodi di crisi, controllare i flussi migratori. Per quanto riguarda la moneta esso deve gestire sia il valore esterno della valuta (tasso di cambio, svalutazione e rivalutazione) sia quello interno, evitando sia la deflazione che l’inflazione e rendendo disponibile il credito necessario al funzionamento dell’economia attraverso il tasso di cambio. Il mercato della terra deve essere gestito per garantire la produzione di cibo, tutelando l’agricoltura dalle variazioni di prezzo e dalle carestie, ma anche regolando e pianificando i suoli urbani in modo da garantire la qualità della vita per le popolazioni residenti.
Se al contrario, seguendo l’ideologia liberista, lo Stato non interviene a regolare e gestire questi tre mercati fondamentali, anzi, se le politiche pubbliche sono orientate a favorire del libero mercato, tutti i gruppi sociali, compresi quelli imprenditoriali, saranno costretti ad affrontare costi economici e sociali insostenibili, quali l’instabilità dei capitali internazionali, la concorrenza commerciale dall’estero, la distruzione delle imprese locali, la disoccupazione e la riduzione dei servizi pubblici e delle politiche di tutela. Del resto, Polanyi sottolinea che anche la tesi liberista della ‘non interferenza’ dello Stato nel mercato è solo un altro aspetto di quell’ideologia: al contrario, sono necessarie pressanti politiche economiche ed un sistema repressivo per imporre le politiche deflattive e di austerità funzionali al mercato. Ecco perché Polanyi afferma che, contrariamente a quanto affermato dai suoi sostenitori, il liberismo economico è stato pianificato, mentre la reazione ad esso non lo è stata.
Per Polanyi il progetto economico liberista è utopico e non realizzabile, e produrrà sempre una reazione difensiva da parte delle società. Tuttavia, quando gli effetti distruttivi e le pressioni insostenibili del mercato autoregolantesi si manifestano, non solo il movimento operaio ma tutti i gruppi sociali, compresi gli imprenditori, ne subiscono le conseguenze e partecipano al ‘contro-movimento’, chiedendo l’accesso al credito, salvataggi di banche, tariffe protettive.
Tuttavia, al contrario di Marx, Polanyi non crede che siano possibili solo due sistemi politico-economici alternativi, cioè il capitalismo liberista ed il socialismo, che anzi considera due utopie estreme. Egli sembra ritenere che siano possibili diverse forme di equilibrio tra le esigenze dell’economia e quelle della società all’interno di una ‘democrazia sociale’ che rappresenti un sistema di mercato integrato (‘embedded’) nella società. Polanyi non fornisce indicazioni sul tema, ma di certo il problema politico dell’equilibrio del mercato e del benessere della società era centrale sia per le politiche interne che per il regime internazionale. La crisi del 1929 e le sue conseguenze sociali e politiche evidenziavano le insufficienze del modello liberista, e la risposta del ‘New Deal’ alla crisi, la teoria economica di Keynes (1936) e la Conferenza di Bretton Woods (1944) andavano tutte nella direzione indicata da Polanyi di un capitalismo regolato sia a livello nazionale dall'intervento dello Stato, sia con gli accordi per un regime monetario globale fondato sulla progressiva apertura dei mercati commerciali ma sul controllo del movimento dei capitali.

### La centralità del regime economico globale
Polanyi interpreta all’interno di questo schema del ‘doppio movimento’ di realizzazione di un mercato globale liberista (la ‘prima globalizzazione’) nel corso del XIX secolo e sulla reazione ed il contro-movimento delle società e degli Stati gli eventi globali della prima parte del ‘900. 
Egli mette in evidenza la centralità del ‘regime globale’, cioè del sistema internazionale di organizzazione dell’economia che produce crescenti tensioni interne agli Stati ed a livello internazionale. Secondo l’autore nel corso del XIX secolo gli Stati europei riescono a resistere alle pressioni del sistema solo grazie all’Imperialismo, che consente loro di 'scaricare’ sulle colonie parte delle difficoltà.
Il regime internazionale del sistema aureo (‘gold standard’) si basava su tre regole: 1) parità fissa delle valute rispetto all’oro; 2) riserve auree e convertibilità della valuta in oro; 3) apertura agli scambi internazionali sia di merci che di capitali finanziari. In queste condizioni, una situazione di deficit della bilancia commerciale (cioè in una situazione in cui le importazioni superano le esportazioni), in un sistema di cambi flessibili la valuta del paese in deficit si deprezzerebbe (svalutazione), rendendo più competitive e convenienti le sue merci, e meno quelle straniere, riequilibrano la bilancia commerciale. Nel sistema aureo però i cambi sono fissi, e di fronte ad ogni crisi gli Stati dovevano scegliere se abbandonare il sistema svalutando la moneta, oppure scaricare i costi sui propri cittadini imponendo politiche deflattive in modo da ridurre il reddito e quindi la spesa e la domanda interna della popolazione, secondo il meccanismo di aggiustamento dei flussi aurei descritto dal filosofo David Hume (price-specie flow mechanism). Infatti, in un sistema a cambi fissi se uno Stato ha una bilancia commerciale in deficit, per riequilibrare i saldi con l’estero è costretto ad un deflusso delle riserve auree. Quindi lo Stato deve ridurre la quantità di moneta in circolazione aumentando il tasso d'interesse (cioè il 'costo del denaro'). Le imprese sopportano costi di finanziamento maggiori quindi riducono l’attività, aumenta la disoccupazione, i salari diminuiscono, quindi si riducono i prezzi. A questo punto le merci diventano più competitive rispetto a quelle straniere, riequilibrando la bilancia commerciale. Tuttavia, il sistema funziona imponendo notevoli costi sociali ed economici sulle popolazioni.

## Edizioni in lingua italiana
- La grande trasformazione. Le origini economiche e politiche della nostra epoca, 1974, 2010, traduzione di Roberto Vigevani, Einaudi, Torino, ISBN 978 88 06 20560 7